# Ball Watch Company
BALL Watch Company SA es una empresa suiza de relojes de lujo con sede en La Chaux-de-Fonds. Fue fundada en 1891 por Webb C. Ball en Cleveland y está vinculada a la historia del ferrocarril estadounidense.

## Historia

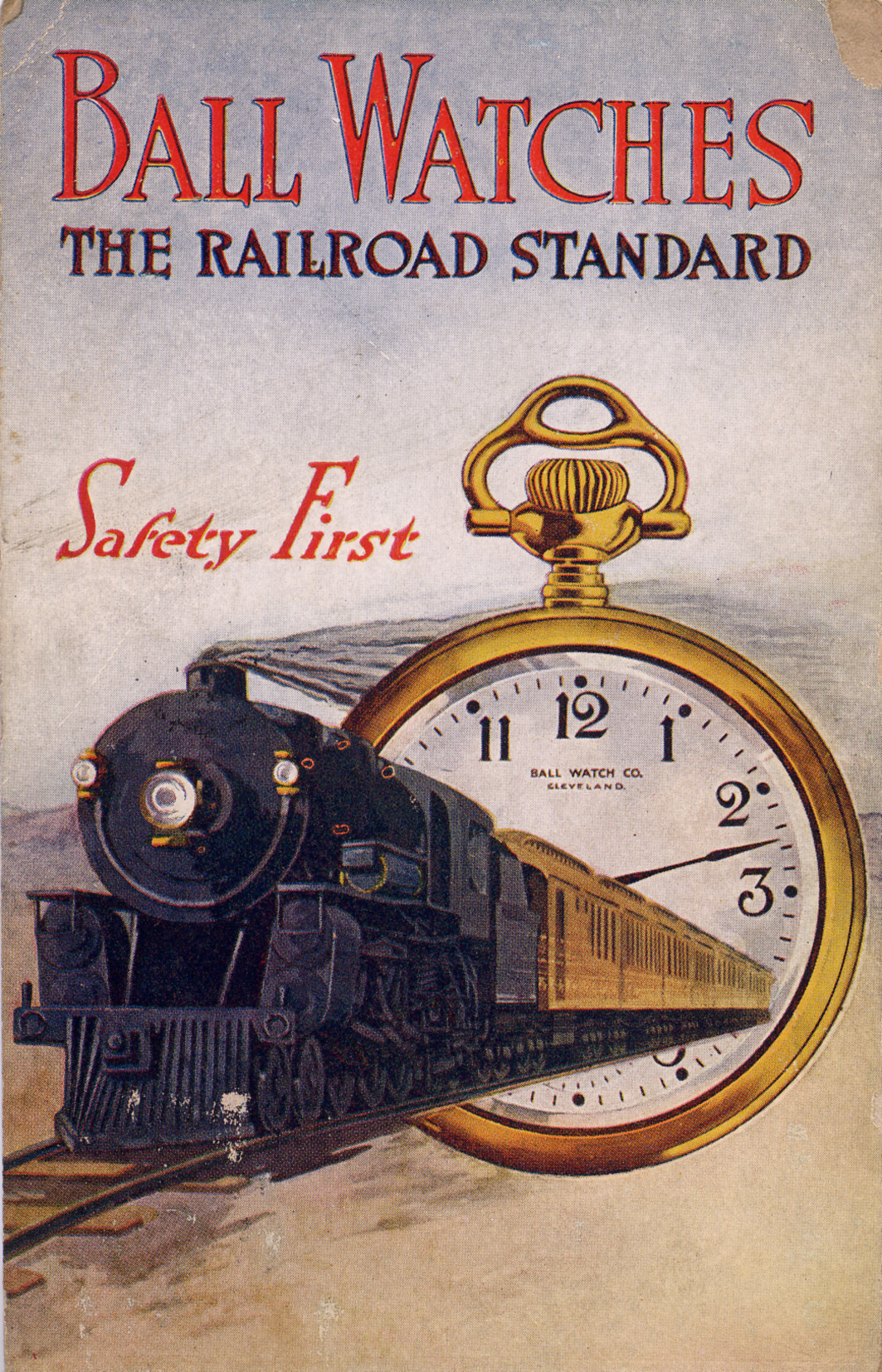
Anuncio de BALL

Antes del desarrollo de los ferrocarriles en los Estados Unidos, no había necesidad de una estandarización del tiempo ni de una precisión real en el cronometraje. Cada ciudad mantenía su propia hora local, basada en la posición del sol. Cuando los trenes comenzaron a conectar ciudades distantes, se volvió problemático y difícil evitar colisiones. Además, no existían políticas ni estándares para los relojes que usaban los empleados del ferrocarril.
El 19 de abril de 1891, un choque frontal entre dos trenes en Kipton (Ohio), provocó varias muertes. En ese momento, los trenes circulaban por la misma vía en sentidos opuestos, y debían cruzarse en puntos de cruce habilitados al efecto. Ese día, el reloj de uno de los maquinistas se paró durante cuatro minutos, lo que provocó la colisión fatal.
Para que los viajes en tren fueran más seguros para los viajeros y los empleados de los ferrocarriles, se nombró  a Webb C. Ball "inspector jefe de cronometraje" y se establecieron pruebas y estándares para todos los relojes utilizados en los trenes. Los criterios de Ball en cuanto a precisión y fiabilidad eran tan estrictos que más adelante inspiraron a otras instituciones, como el Instituto Oficial Suizo de Pruebas (COSC).

## Norma RR

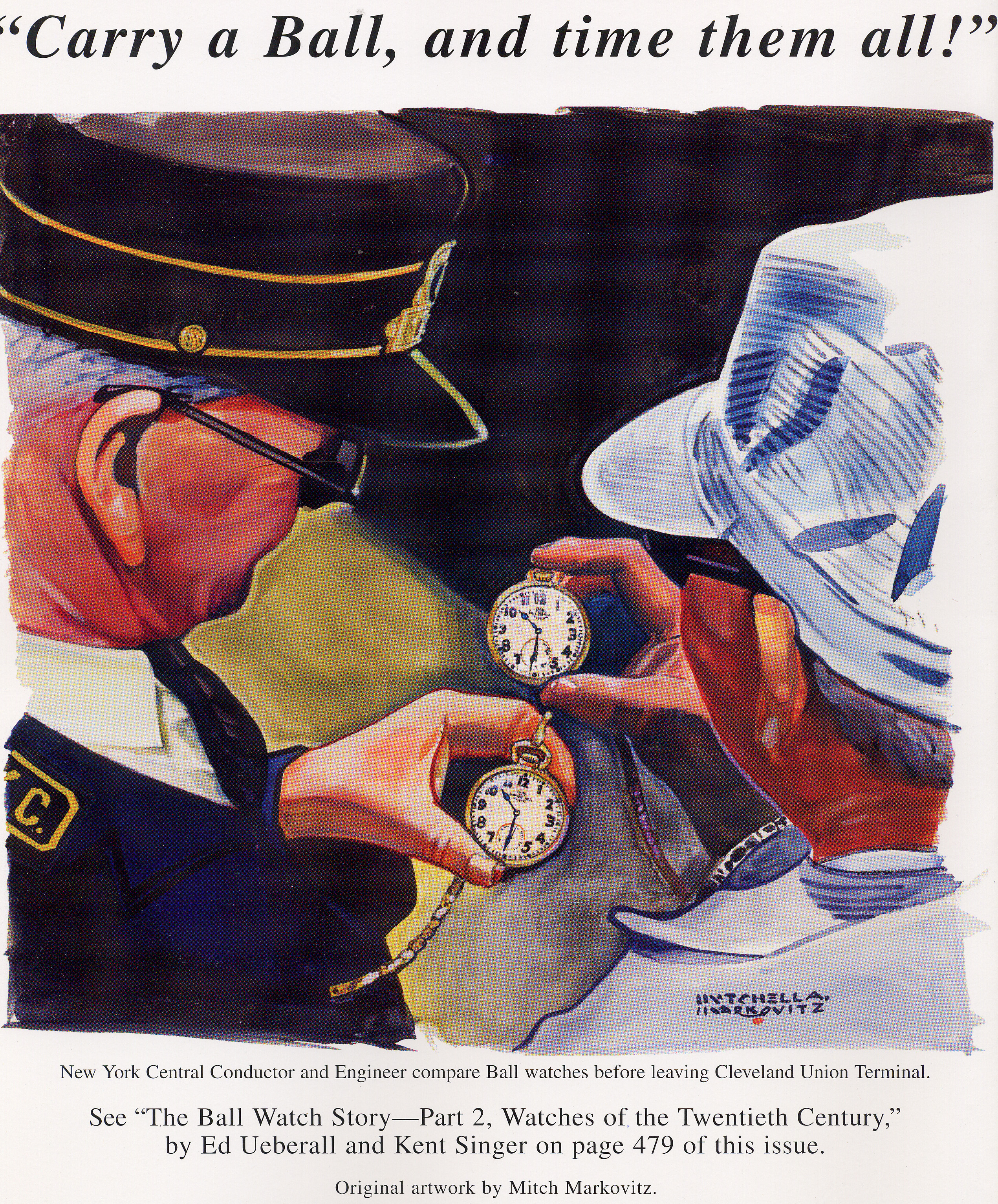
Otro anuncio de la firma BALL

Webb C. Ball estableció la "Norma RR" ("RR" de Rail Road) para garantizar una alta precisión y una lectura perfecta de la hora exacta a todos los empleados de los ferrocarriles. También creó el Servicio Horario BALL, un servicio de postventa al que todos los empleados de los ferrocarriles debían llevar su reloj cada dos semanas para asegurarse de que su precisión y fiabilidad fueran máximas.
Para obtener la certificación "RR Standard", los relojes debían cumplir ciertos criterios:
- Sin tapa en la esfera, tamaño 18 o 16 (44,86 mm o 43,17 mm)
- Esfera blanca lisa, manecillas negras y números arábigos en negrita
- Tija de cuerda a las 12 en punto
- Mínimo de 17 rubíes en el mecanismo
- Deben tener un rodillo doble
- Deben ser de palanca
- Ajustado a al menos 5 posiciones
- Ajustado a temperaturas de 40 a 95 grados Fahrenheit (4,4 a 35,0 °C)
- Precisión con una ganancia o pérdida máxima de 30 segundos por semana

## Colecciones
BALL Watch tiene actualmente nueve colecciones distintas, que constan de varios modelos:
- Modelos oficiales de relojes ferroviarios
- Modelos Engineer II
- Modelos Engineer III
- Modelos Engineer M
- Modelos Engineer Master II
- Modelos Engineer Hydrocarbon
- Modelos Trainmaster
- Modelos Fireman
- Modelos Roadmaster